# Liste der Naturdenkmale in Kuchen
| Naturdenkmale | Anzahl |
| ------------- | ------ |
| FND           | 9      |
| END           | 1      |
| Gesamt        | 10     |

Die Liste der Naturdenkmale in Kuchen nennt die verordneten Naturdenkmale (ND) der im baden-württembergischen Landkreis Göppingen liegenden Gemeinde Kuchen. In Kuchen gibt es insgesamt zehn als Naturdenkmal geschützte Objekte, davon neun flächenhafte Naturdenkmale (FND) und ein Einzelgebilde-Naturdenkmal (END).
Stand: 1. November 2016.

## Flächenhafte Naturdenkmale (FND)
| Name                                        | Bild | Kennung     | Einzelheiten                               | Position | Fläche Hektar | Datum         |
| ------------------------------------------- | ---- | ----------- | ------------------------------------------ | -------- | ------------- | ------------- |
| Eisweiher Klafterrain                       | BW   | 81170330008 | Kuchen                                     | ⊙        | 0,2           | 22. Okt. 1984 |
| Eisweiher Michelfeld                        | BW   | 81170330009 | Kuchen                                     | ⊙        | 0,3           | 22. Okt. 1984 |
| Felsen entlang am oberen Rand der Ramshalde | BW   | 81170330004 | Kuchen                                     | ⊙        | 4,0           | 22. Okt. 1984 |
| Höhle u. ehem. Steinbruch Rabenloch         | BW   | 81170330006 | Kuchen                                     | ⊙        | 1,3           | 22. Okt. 1984 |
| Klepperfels                                 | BW   | 81170330002 | Kuchen                                     | ⊙        | 0,3           | 22. Okt. 1984 |
| Kuhfels                                     | BW   | 81170240015 | Donzdorf, Geislingen an der Steige, Kuchen | ⊙        | 1,1           | 22. Okt. 1984 |
| Röhrichtgelände Eckenried                   | BW   | 81170330007 | Kuchen                                     | ⊙        | 2,8           | 22. Okt. 1984 |
| Schachenhöhlen                              | BW   | 81170330005 | Kuchen                                     | ⊙        | 0,7           | 22. Okt. 1984 |
| Steinbruch Schafenberg                      | BW   | 81170330001 | Kuchen                                     | ⊙        | 0,3           | 22. Okt. 1984 |
| Legende für Naturdenkmal                    |      |             |                                            |          |               |               |

## Einzelgebilde (END)
| Name                     | Bild | Kennung     | Einzelheiten | Position | Fläche Hektar | Datum         |
| ------------------------ | ---- | ----------- | ------------ | -------- | ------------- | ------------- |
| 1 Eibe am Spitzenberg    | BW   | 81170330003 | Kuchen       | ⊙        | 0,0           | 22. Okt. 1984 |
| Legende für Naturdenkmal |      |             |              |          |               |               |